# Річард Баджетт
Річард Баджетт  (англ. Richard Budgett, 20 березня 1959) — британський веслувальник, олімпійський чемпіон.

## Виступи на Олімпіадах
| Олімпіада         | Дисципліна                      | Місце |
| ----------------- | ------------------------------- | ----- |
| Лос-Анджелес 1984 | четвірка розстібна зі стерновим | 1     |

## Зовнішні посилання
- Досьє на sport.references.com

1. ↑  Richard Budgett